# 朱剑虹
朱剑虹(1955年11月—)，复旦大学教授，研究领域为神经外科和神经生物学，主持中国“973”等多个重点项目。中国教育部第四批"长江学者"特聘教授，1989年获得世界神经外科联合会（WFNS）授予的世界优秀青年神经外科医师大奖第一名。

## 生平
1997年获得柏林洪堡大学生物学博士学位，1994至2001年先后在在MAX-Dellbrock德国国家分子医学研究中心、哈佛大学医学院担任研究员，
2001年起任复旦大学神经外科教授。

## 学术兼职
担任《Regenerative Medicine》、《Reviews on Clinical Trials》、《中华神经医学杂志》、《中国神经精神疾病杂志》等杂志编委。